# Палеж (Вишеград)
Палеж (серб. Палеж / Palež) — село в общине Вишеград Республики Сербской Боснии и Герцеговины. В настоящее время село необитаемо.